# Wasyl Fedoronczuk
Wasyl Łukynowycz Fedoronczuk (ukr. Васи́ль Лукинович Федорончу́к; ur. 1915 we wsi Sokoliw koło Buczacza, zm. 4 listopada 1984 w Rzymie) – ukraiński polityk nacjonalistyczny, publicysta, dziennikarz, premier rządu Ukraińskiej Republiki Ludowej na emigracji, członek OUN. 
Studiował w Paryżu i od 1942 w Rzymie. W latach 40. XX wieku był związany z frakcją melnykowską Organizacji Ukraińskich Nacjonalistów. Po II wojnie światowej przebywał na emigracji we Włoszech, kierował ukraińskim programem w państwowym radiu włoskim.
W latach 1972–1974 był premierem rządu URL na emigracji.

## Literatura
- Andrzej Chojnowski, Jan Bruski: Ukraina. Warszawa, 2006. ISBN 978-83-7436-039-5.